# Revelstoke Dam
Revelstoke Dam är en dammbyggnad i Kanada.   Den ligger i provinsen British Columbia, i den centrala delen av landet, 3 200 km väster om huvudstaden Ottawa. Revelstoke Dam ligger 550 meter över havet.
Terrängen runt Revelstoke Dam är huvudsakligen bergig, men söderut är den kuperad. Revelstoke Dam ligger nere i en dal. Trakten runt Revelstoke Dam är nära nog obefolkad, med mindre än två invånare per kvadratkilometer.. Närmaste större samhälle är Revelstoke, 7,4 km söder om Revelstoke Dam.
I omgivningarna runt Revelstoke Dam växer i huvudsak barrskog.